# Odon (Indiana)
Odon is een plaats (town) in de Amerikaanse staat Indiana, en valt bestuurlijk gezien onder Daviess County.

## Demografie
Bij de volkstelling in 2000 werd het aantal inwoners vastgesteld op 1376.
In 2006 is het aantal inwoners door het United States Census Bureau geschat op 1405, een stijging van 29 (2,1%).

## Geografie
Volgens het United States Census Bureau beslaat de plaats een oppervlakte van
2,4 km², geheel bestaande uit land. Odon ligt op ongeveer 190 m boven zeeniveau.

## Plaatsen in de nabije omgeving
De onderstaande figuur toont nabijgelegen plaatsen in een straal van 20 km rond Odon.

## Geboren in Odon
- John Poindexter (1936), marineofficier en Nationaal Veiligheidsadviseur